# 5632 Ingelehmann
5632 Ingelehmann eller 1993 GG är en asteroid i huvudbältet som upptäcktes den 15 april 1993 av det amerikanska astronom paret Eugene M. och Carolyn S. Shoemaker vid Palomar-observatoriet. Den är uppkallad efter den danske seismologen Inge Lehmann.
Asteroiden har en diameter på ungefär 13 kilometer.